# Sofia (region)
Sofia – region Madagaskaru, ze stolicą w Antsohihy. Dawniej należał do Prowincji Mahajanga.

## Geografia
Zajmuje powierzchnię 50 100 km² i położony jest w północnej części wyspy, nad Kanałem Mozambickim i zatoką Helodrano Narinda. Od północy graniczy z regionem Diana, od północnego wschodu Sava, od wschodu z Analanjirofo, od południa z Betsiboka i Alaotra-Mangoro, a od południowego zachodu z Boeny. Do głównych rzek rejonu należą Sofia, Ankofia i Maevarano. Przez rejon przebiegają drogi RN 6, RN 31 oraz RN 32.

## Demografia
Jego zaludnienie wynosiło w 1993 roku 675 588 osób. W 2004 wynosiło ok.  940 800. Według spisu z 2018 roku populacja wzrosła do ponad 1,5 mln mieszkańców.

## Podział administracyjny
W skład regionu wchodzi 7 dystryktów:
- Analalava
- Antsohihy
- Bealanana
- Befandriana Avaratra
- Boriziny
- Mampikony
- Mandritsara